# 평각
기하학에서 평각(straight angle,平角)은 두 직선이 한 끝점에서 만나 평행한 각을 만들 때 갖는 180도의 각을 가리킨다.
한편 이것은 두 반직선의 끝점이 동일한 한 점에서 시작되어 서로 반대방향으로 나아가는 각도를 의미하기도 한다.
이때 평각을 이루는 직선이 수평면(horizontal plane)상의 직선인 경우 이것은 수평선이 된다.
a + b = c = 평각

## 같이 보기
- 예각
- 둔각
- 직각